# El Ejido (Los Santos)
El Ejido es un corregimiento del distrito de Los Santos, provincia de Los Santos, Panamá, creado el 2 de mayo de 2017 y segregado del corregimiento de Santa Ana.
Según la Ley 97 del 12 de noviembre de 2013, se había establecido la creación del corregimiento para el 2 de mayo de 2019, pero con la Ley 65 del 22 de octubre de 2015, se adelantó su creación al 2017.

## Demografía
El corregimiento fue creado con posterioridad al último censo (2010), por lo que no posee datos oficiales; sin embargo, se estima que su población ronda los 1280 habitantes.